# كارثة قاعة زفاف فرساي
قاعة زفاف فرساي، الواقعة في حي تلبيوت في مدينة القدس بإسرائيل، كانت موقع أكثر الكوارث المدنية القاتلة في تاريخ إسرائيل. انهار جزء كبير من الطابق الثالث من المبنى المُكون من ثلاثة طوابق في الساعة 22:43 يوم 24 مايو عام 2001، في أثناء حفل زفاف كيرن وعساف درور. نتيجةً لذلك، لقي 23 شخصًا مصرعهم بسبب سقوطهم من طابقين، بمن فيهم جد العريس البالغ من العمر 80 عامًا، وابن عمه الثاني البالغ من العمر ثلاث سنوات، وهو أصغر الضحايا. أُصيب 380 آخرون، بمن فيهم العروس التي عانت إصاباتٍ خطيرة في الحوض تطلبت الجراحة. حملها عساف، الذي نجا من إصابة خطيرة، بين ذراعيه من تحت الأنقاض.
صدمت الكارثة الجمهور الإسرائيلي لا لأنها كانت واحدة من أسوأ كوارث البناء في تاريخ البلاد فقط، بل لأن الحدث وُثق على كاميرا فيديو وبُث على التلفزيون المحلي والدولي.

## جهود الإنقاذ
نفذت جهودَ الإنقاذ وحدةُ البحث والإنقاذ التابعة لقيادة الجبهة الداخلية الإسرائيلية والوحدة الاحتياطية في يختزا. بدأت جهود الإنقاذ بعد الانهيار فورًا واستمرت حتى الساعة 4 مساءً يوم السبت 26 مايو عام 2001. انتُشل ثلاثة أشخاص على قيد الحياة من تحت الأنقاض، وأُزيلت 23 جثة.

## التحقيق
خلص التحقيق في هذا الحدث إلى أنه لم يكن بسبب هجوم إرهابي. استند هذا إلى الشهادة التي قدمها العديد من ضيوف الزفاف الحاضرين في المبنى خلال الكارثة. أفاد الشهود برؤيتهم هبوطًا خطيرًا في الأرض قبل لحظات من الانهيار. ألقى التحقيق الأولي اللوم على بال-كال بسبب طريقته في بناء أنظمة خرسانية مغطاة خفيفة الوزن متعددة الطوابق، والتي حُظرت بعد وقت قصير من الانتهاء من قاعة الزفاف لأنه كان من المعروف والمثبت أنها غير آمنة. أشار مزيد من الفحص والتنقيح إلى سببين آخرين.
في البداية، صُمم جانب المبنى الذي انهار ليكون مؤلفًا من طابقين، بينما صُمم الجانب الآخر ليكون مؤلفًا من ثلاثة طوابق. تقرر في وقت متأخر من عملية البناء أن يكون جانبا المبنى كلاهما لهما نفس الارتفاع، وأُضيف طابق ثالث إلى الجانب الأقصر. ولكن، يكون الحمل الحي الناتج عن الإشغال عادةً أكبر بكثير من الحمل التصميمي للسقف. نتيجةً لذلك، تعرض المبنى المدعم بالطابق الثالث الجديد إلى تحميل أكبر بكثير مما كان متوقعًا في الأصل. خُفف تأثير هذا الخطأ إلى حد ما عن طريق بناء جدران داخلية في الطابق الأدنى، ما ساعد في إعادة توزيع الحمل الزائد بشكل جيد بحيث لم يحدث أي ضرر.

## قانون فرساي
مرر البرلمان الإسرائيلي »قانون فرساي« بعد الكارثة. أنشأت هذا القانونَ لجنة خاصة مسؤولة عن معالجة المصابين في الكارثة. علاوةً على ذلك، شكّل رئيس الوزراء آنذاك أرييل شارون لجنة تحقيق رسمية تحت قيادة القاضي السابق فارديموس زيلر، والذي كان مسؤولًا عن تأمين الأماكن والمباني العامة. حققت لجنة زيلر لسلامة المباني في انهيار قاعة زفاف فرساي، وأيضًا في انهيار جسر مكابيه الذي حدث قبل أربع سنوات في عام 1997، وأصدرت اللجنة تقريرها النهائي في ديسمبر عام 2003.
في أكتوبر عام 2004، أُدين المالكون الثلاثة لقاعة زفاف فرساي -أفراهام عدي، وأوري نسيم، وإفرايم عديف- بالتسبب في الموت وحدوث الضرر بسبب الإهمال. حُكم على عدي وعديف بالسجن مدة 30 شهرًا، بينما حُكم على نسيم بأربعة أشهر من الخدمة المجتمعية.
هُدمت قاعة الزفاف بعد ذلك، وظل الموقع شاغرًا ومغلقًا حتى عام 2017. توجد على الجانب الآخر من الشارع حديقة تذكارية تحمل أسماء الضحايا مكتوبين على الحائط.
في مايو 2007، حكمت المحكمة اللوائية على إيلي رون وثلاثة مهندسين مشاركين في تشييد المبنى بالسجن. تلقى إيلي رون حكمًا بالسجن مدة أربع سنوات، وشيمون كوفمان ودان شيفر 22 شهرًا، وأوري بيساه ستة أشهر. أدانت المحكمة الرجال الثلاثة بالتسبب في الموت والتخريب بسبب الإهمال.

## النصب التذكاري
بُنيت حديقة تذكارية للضحايا بالقرب من موقع الكارثة.

## معرض صور

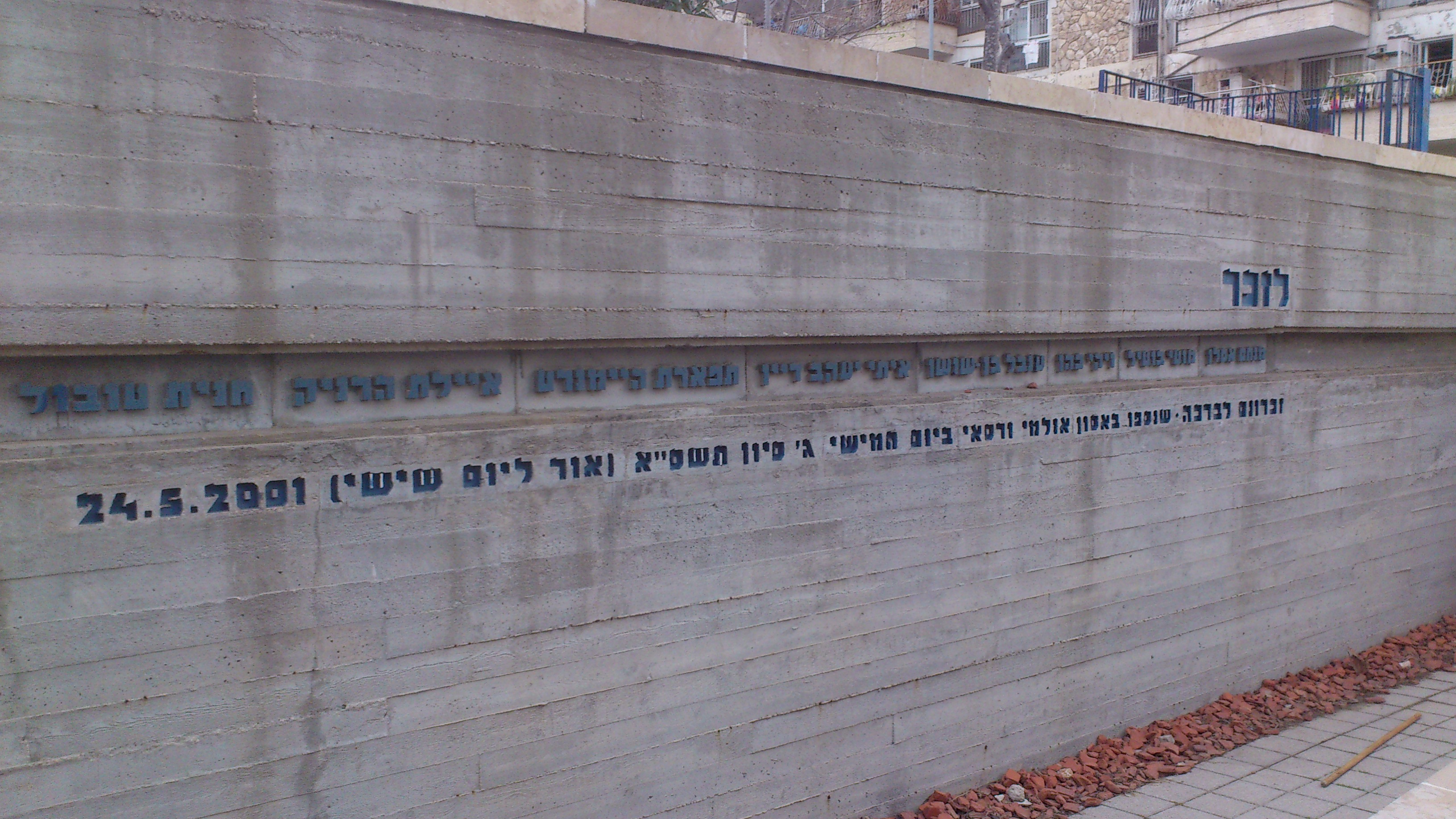
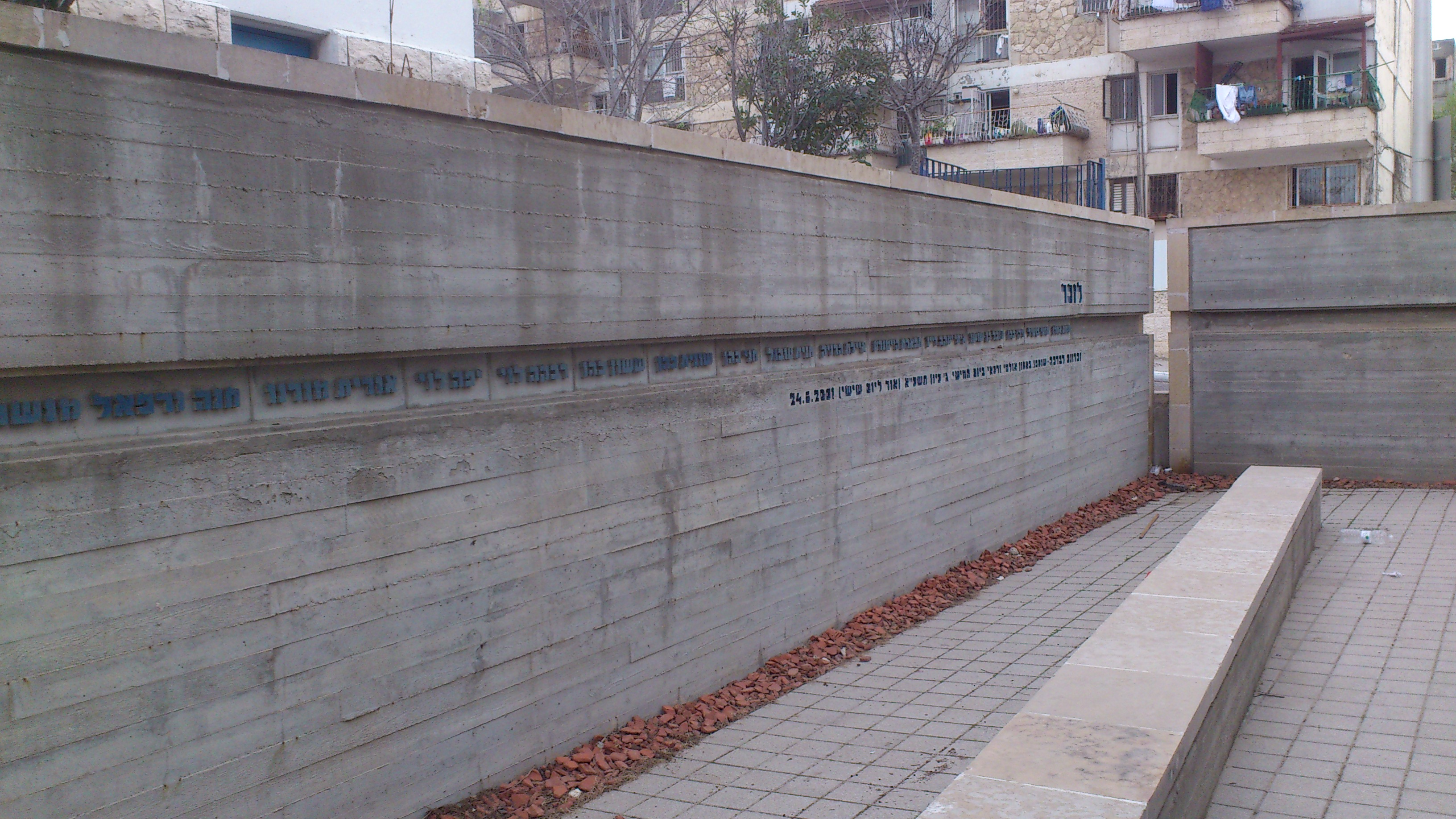
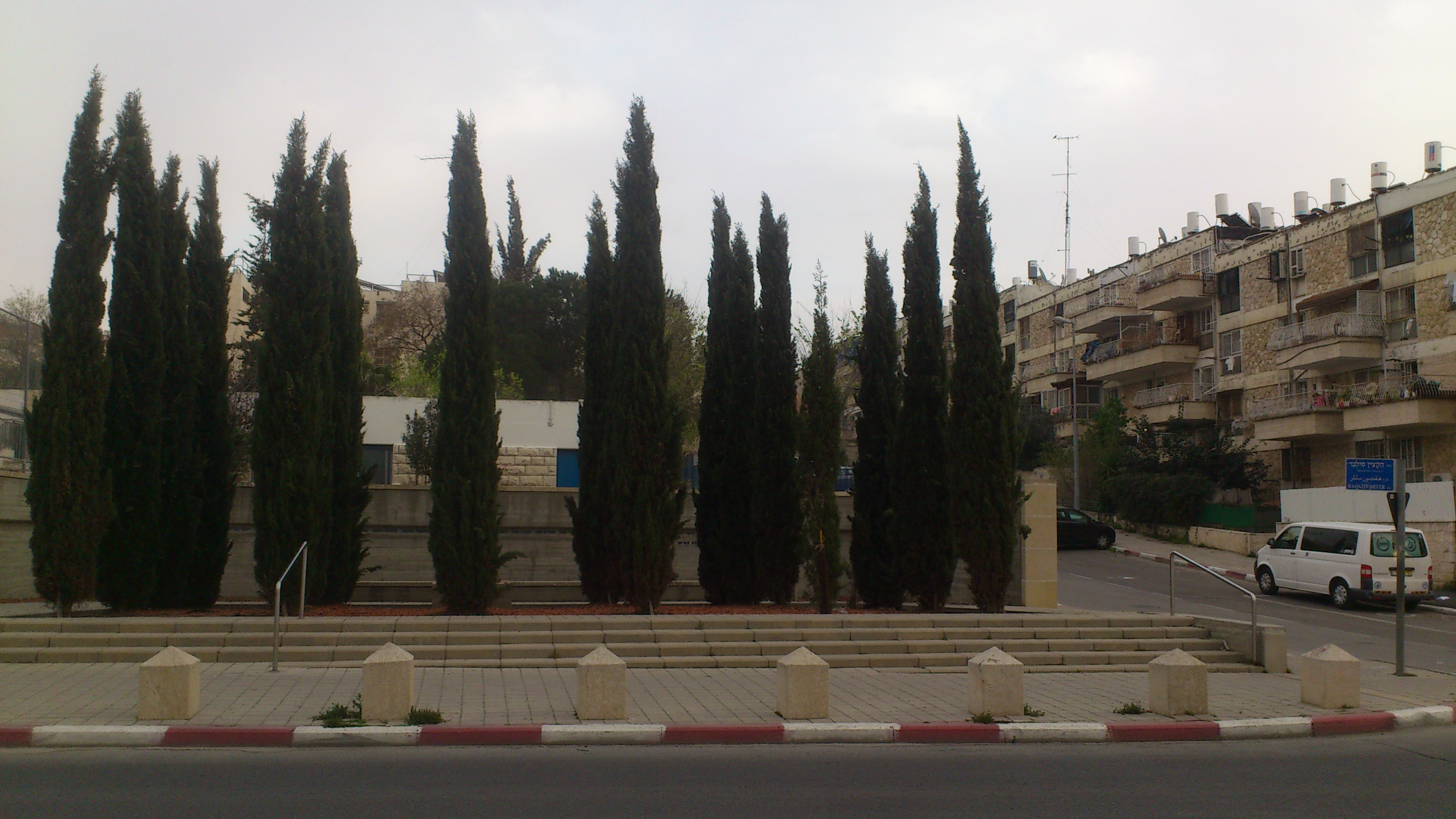
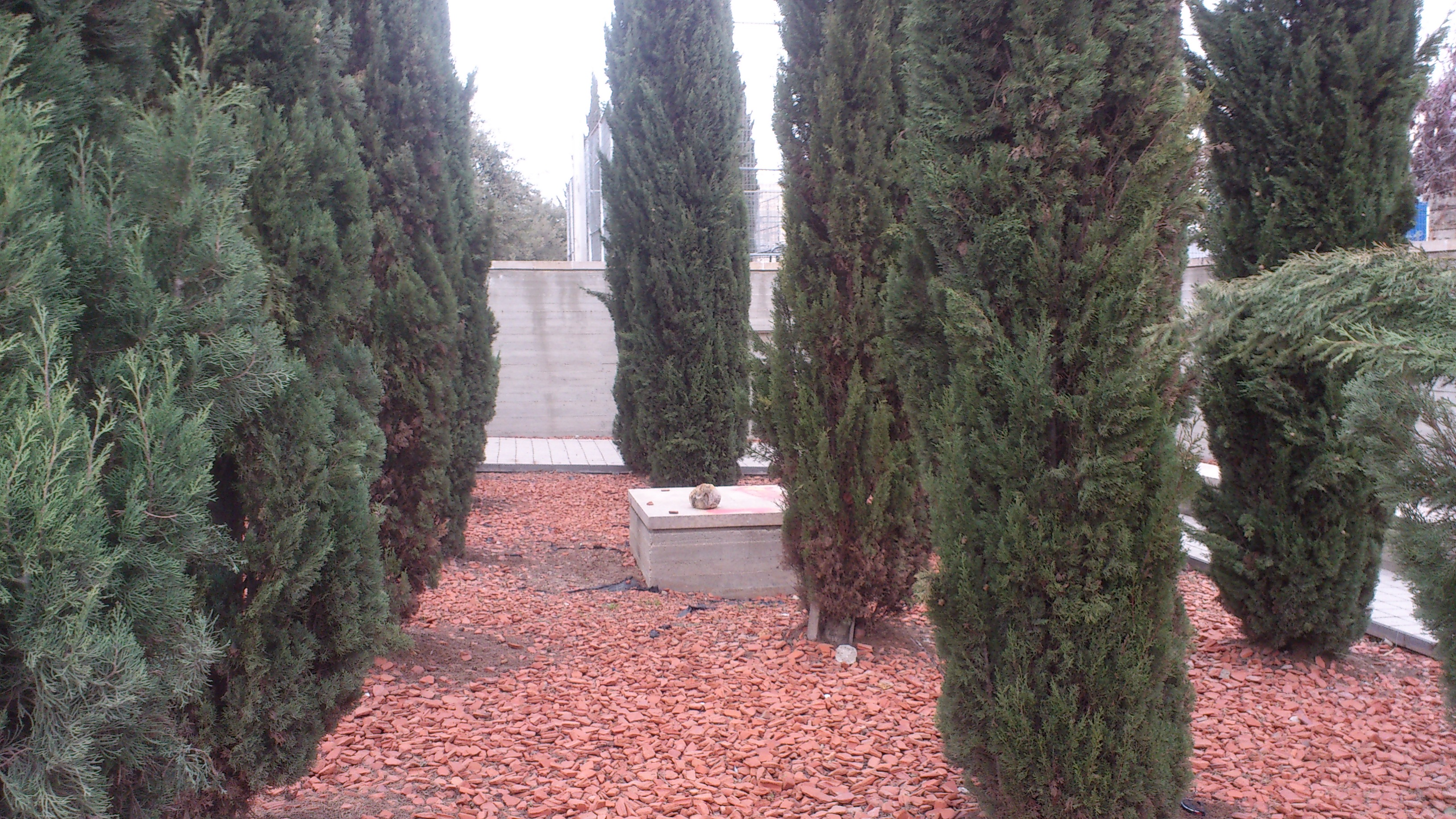
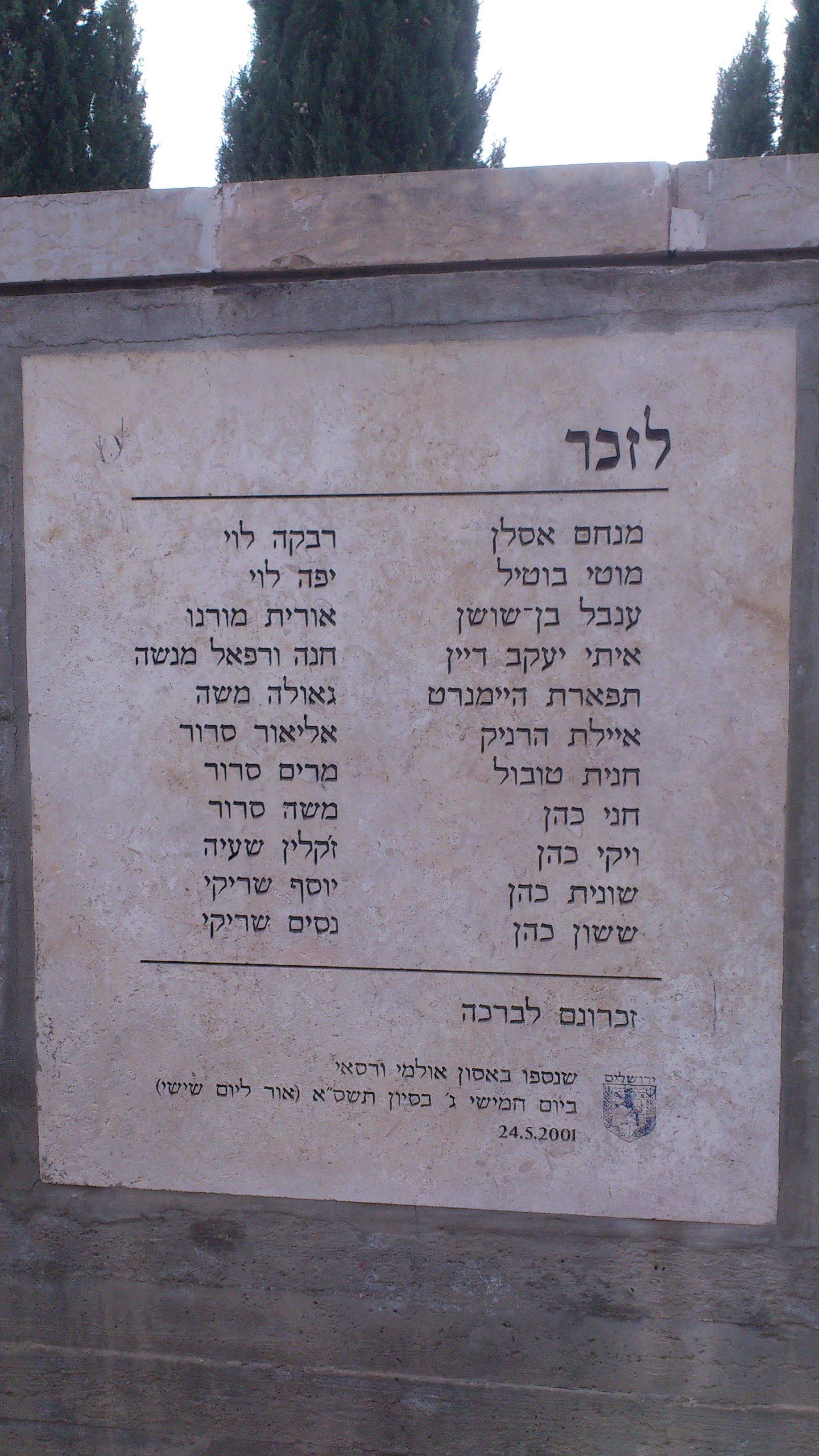